# Kozel (přírodní památka)
Kozel je přírodní památka, kterou tvoří izolovaný skalní útvar v přírodním parku Chřiby na katastrálním území města Koryčany v okrese Kroměříž ve Zlínském kraji. Skála, vysoká 22 metrů, která má u základny půdorys 20 × 6 metrů, se nachází 650 metrů jižně od zříceniny hradu Cimburk. Chráněné území je v péči Krajského úřadu Zlínského kraje.

## Horolezectví
Skalisko, tvořené pískovcem a slepenci magurského flyše, je vyhledávaným cílem horolezců – popsáno je celkem 43 lezeckých tras. V okolí přírodní památky se nacházejí další skalní bloky, menší skalky a balvany. Na jaře roku 2025 zde byly horolezecké aktivity dočasně zakázany, protože na skále poprvé po 65 letech zahnízdil pár sokolů stěhovavých, což je na území ČR kriticky ohrožený druh. Zakázán byl i přístup do nejbližšího okolí skály.

## Pověst
Dle pověsti čerti chtěli překazit Cyrilu a Metodějovi stavbu kostela na hoře sv. Klimenta. Každý z nich nesl jeden velký balvan (Lucifer pak ten největší) a blížili se ke kostelu. Když je Metoděj zpozoroval, vztyčil proti nim znamení svatého kříže a čerti v děsu upustili každý svůj balvan právě tam, kde kdo zrovna byl. Kozel má být balvan, který nesl sám Lucifer. Dle jiné pověsti, zaznamenané v roce 1940 Rudolfem Šrotem, je skalisko zkamenělý čert vypuzený poustevníkem, který stavěl kapli pod vrcholem Ocásku.